# 鏈鱷亞科
鏈鱷亞科（學名：Desmatosuchinae）是堅蜥目鍬鱗龍科的一個亞科，包含：堅蜥類之中，所有親緣關係接近於鏈鱷，而與鏈鱷、鍬鱗龍的最近共同祖先較遠的所有物種。鏈鱷亞科的共有衍徵都來自於皮內成骨（鱗甲），例如薦部前段的背部鱗甲與身體兩側鱗甲的連接方式，以及頸部、背部、尾部兩側有大型尖刺鱗甲。